# Jungle Cruise (attractie)
Jungle Cruise of Jungle River Cruise zijn rondvaartattracties in de attractieparken Disneyland Park (Anaheim), Magic Kingdom, Tokyo Disneyland en Hong Kong Disneyland. De attracties zijn gelegen in het themagebied Adventureland en zijn gebaseerd op de documentairereeks True-Life Adventures. In 2021 werd een film uitgebracht, gebaseerd op de attractie, genaamd Jungle Cruise.

## Rit
Bezoekers maken in de attractie een boottocht door landschappen gebaseerd op de flora en fauna rondom de grote rivieren in Azië, Afrika en Zuid-Amerika. In en rondom het water zijn animatronics opgesteld van diverse dieren zoals olifanten en apen. Tijdens de boottocht gaat er een gids mee die tevens als stuurman fungeert. Tijdens de tocht vertelt de gids diverse woordgrappen en legt het een en ander uit over de flora en fauna. In werkelijkheid doet de gids alsof hij of zij de boot bestuurt. De boten zitten bevestigd aan een rail onder het wateroppervlak. Doordat de kleur van het water kunstmatig aangepast is, is dit niet zichtbaar.
De attractie biedt mensen de mogelijkheid om exotische oorden te beleven. Iets wat in de begintijden van Disneyland niet voor iedereen weggelegd was. Reizen naar exotische oorden was voor velen onbetaalbaar of niet haalbaar.

## Geschiedenis

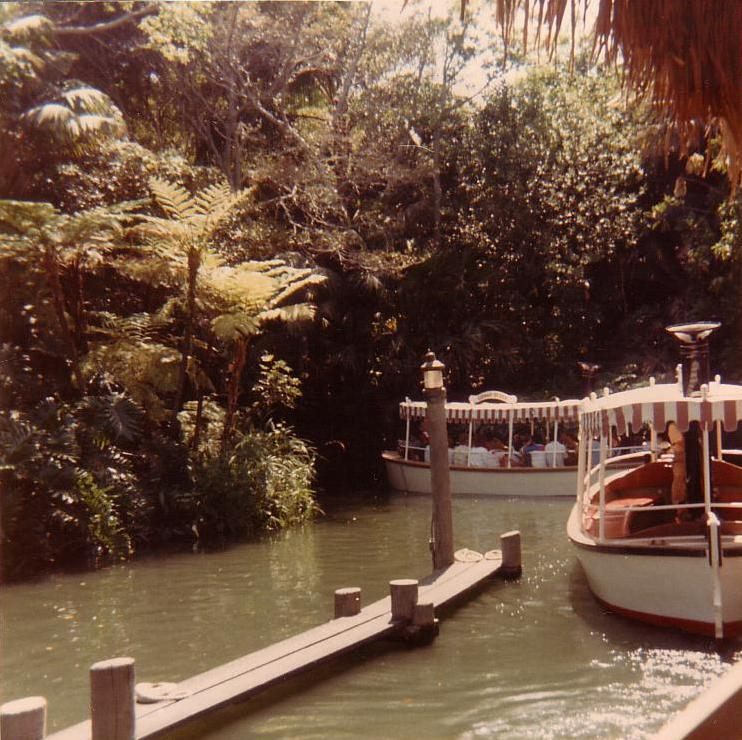
Jungle Cruise in 1985 in Anaheim.

Het idee voor de attractie komt van de documentairereeks True-Life Adventures. Aanvankelijk wilde men het huidige themagebied Adventureland zo noemen. Later werd het idee aangepast en werd er besloten dat er een rondvaartattractie naar dit thema gebouwd zou worden. Het landschap werd ontworpen door Bill Evans en de boten die gebruikt worden tijdens de rit waren gebaseerd op de film The African Queen uit 1951. Vanwege Evans zijn contacten met het hoofd van de California Departement of Transportation landscape architecture division. Wist hij voor de attractie palmbomen te bemachtigen die verwijderd waren door de overheid voor de aanleg van de Santa Ana freeway. Ook reed Evans geregeld door de omgeving rond of hij ergens oude palmbomen zag, zodat hij ze over kon nemen van de eigenaar. Een moeilijk te vinden bananenboom heeft Evans uiteindelijk op een landgoed in Beverly Hills gevonden en van de eigenaar overgenomen. Ook zijn er diverse sinaasappelbomen uit de omgeving overgenomen en ondersteboven in de grond geplant. Walt Disney zijn idee was om levende dieren voor Jungle Cruise gebruiken. Dit idee is gesneuveld en is gewijzigd naar poppen van dieren en mensen die enigszins konden bewegen. De bewegingen van de poppen waren niet zo geavanceerd als de animatronics die later door Disney gebruikt zouden worden. Op 17 juli 1955 opende de eerste Jungle Cruise attractie in het Disneyland Park in Anaheim. De attractie bleek erg populair en werd een onderdeel van de Amerikaanse cultuur. Na een aantal jaren nam de populariteit af, omdat 'iedereen de rit wel gezien had'. Disney besloot in de jaren 60 de hulp in de roepen van Marc Davis. Op advies van Davis werden er nieuwe scènes aan de attractie toegevoegd zoals spelende olifanten in het water. Volgens Davis mistte de attractie humor. Ook toen werden er aan het script voor de gidsen meer grappen toegevoegd.
Op 1 oktober 1971 opende de tweede Jungle Cruise in het Magic Kingdom. De rondvaartattractie is vrijwel identiek aan die van de versie in Anaheim. In het decennium dat daarop volgde werd Jungle Cruise geopend in Tokyo Disneyland. Om precies te zijn op 15 april 1983. Eind jaren 80 werd begonnen met het ontwerpen van Disneyland Parijs. Vanwege het ongunstige klimaat en omdat diverse Europese attractieparken een op Jungle Cruise geïnspireerde attractie geopend hadden, werd afgezien van een Jungle Cruise-attractie in het park. Op 12 september 2005 opende Jungle Cruise in Hong Kong Disneyland. Echter week deze af van de originele attracties. Er werden modernere technieken toegepast en de scènes verschilden qua opzet.

## Film en documentaire
In 2021 bracht Disney de film Jungle Cruise uit. De film is een verwijzing naar de attractie en ging in première in op 25 juli in het Disneyland Resort. De première werd live gestreamd op YouTube. Diverse grappen die de gidsen tijdens de rondvaart vertellen, komen terug in de film zoals: zie hier, de achterzijde van een waterval.
Datzelfde jaar ging op Disney+ de serie Behind the Attraction in première. De eerste aflevering stond in het teken van de attractie.

## Afbeeldingen

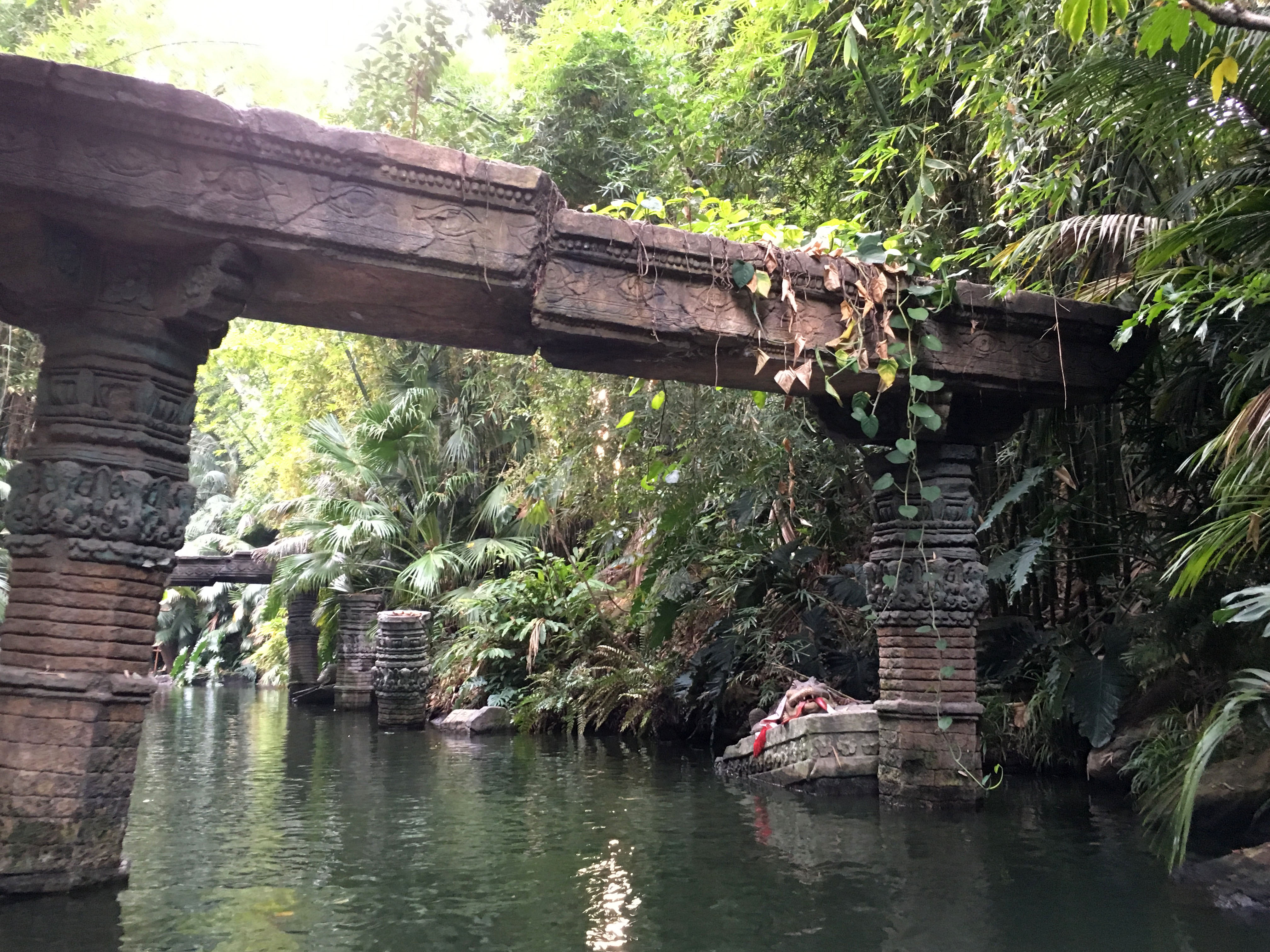
Decoratie in het Disneyland Park (Anaheim).
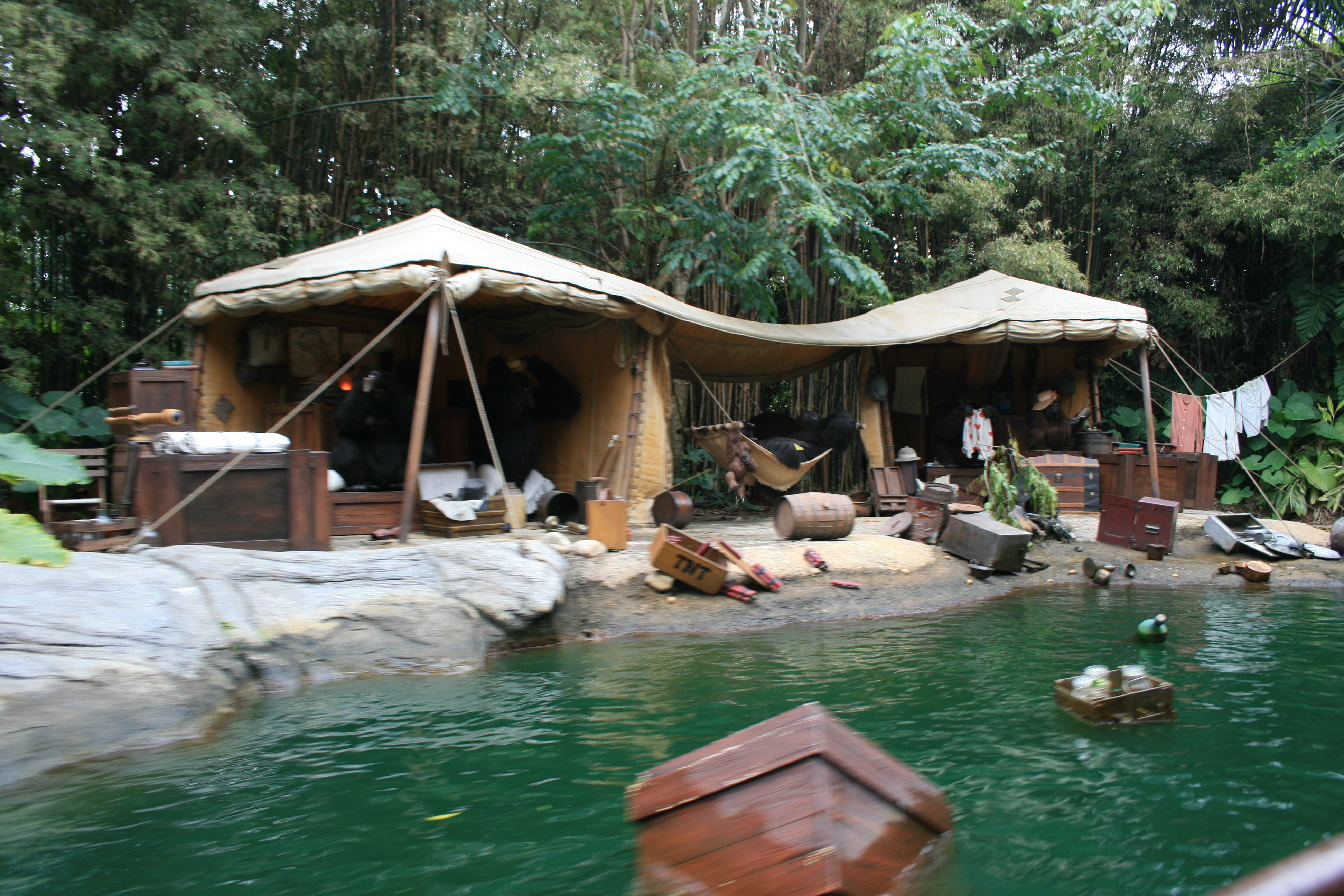
De attractie in Hong Kong Disneyland.
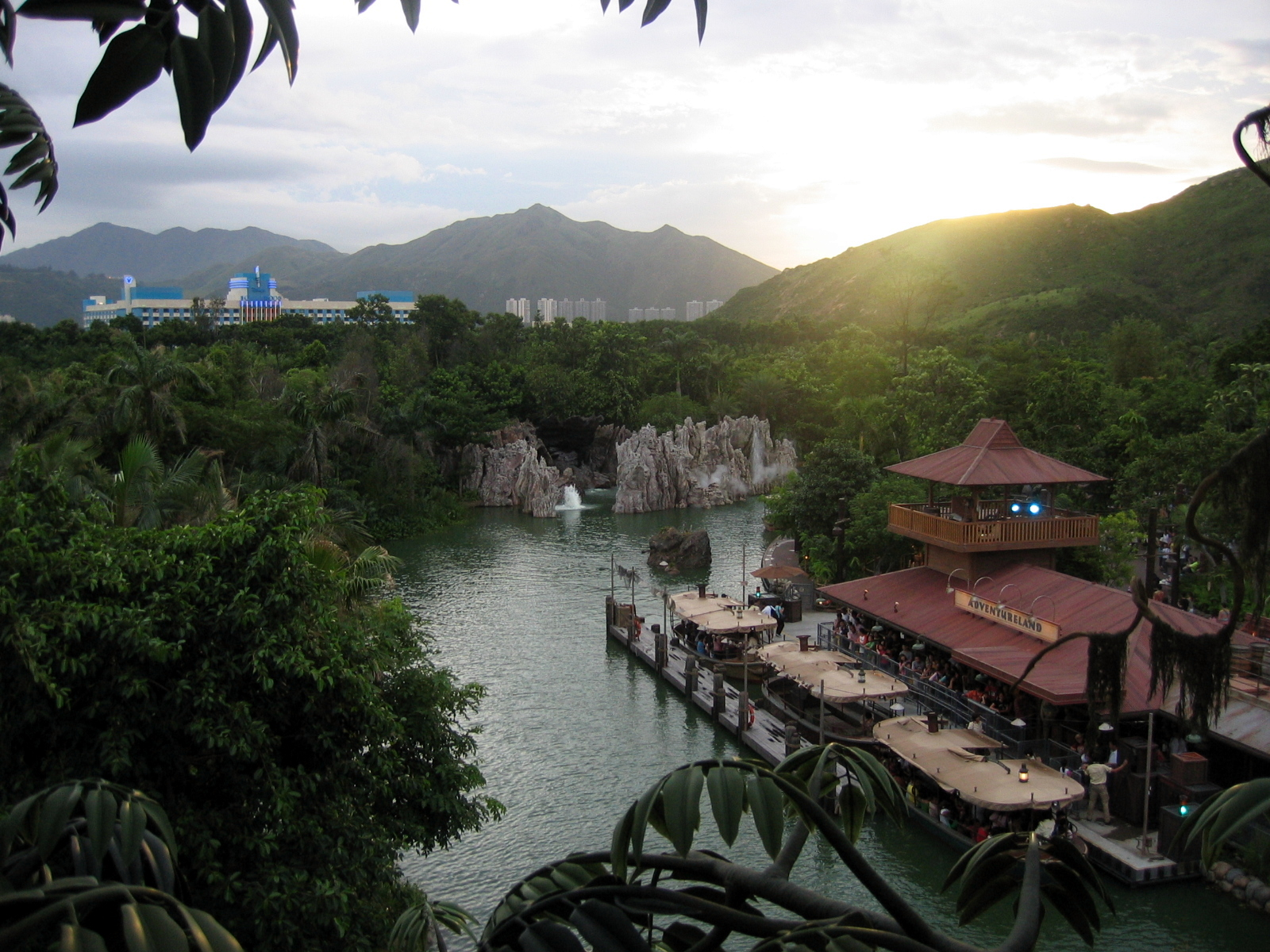
De attractie van bovenaf gezien in Hong Kong Disneyland.
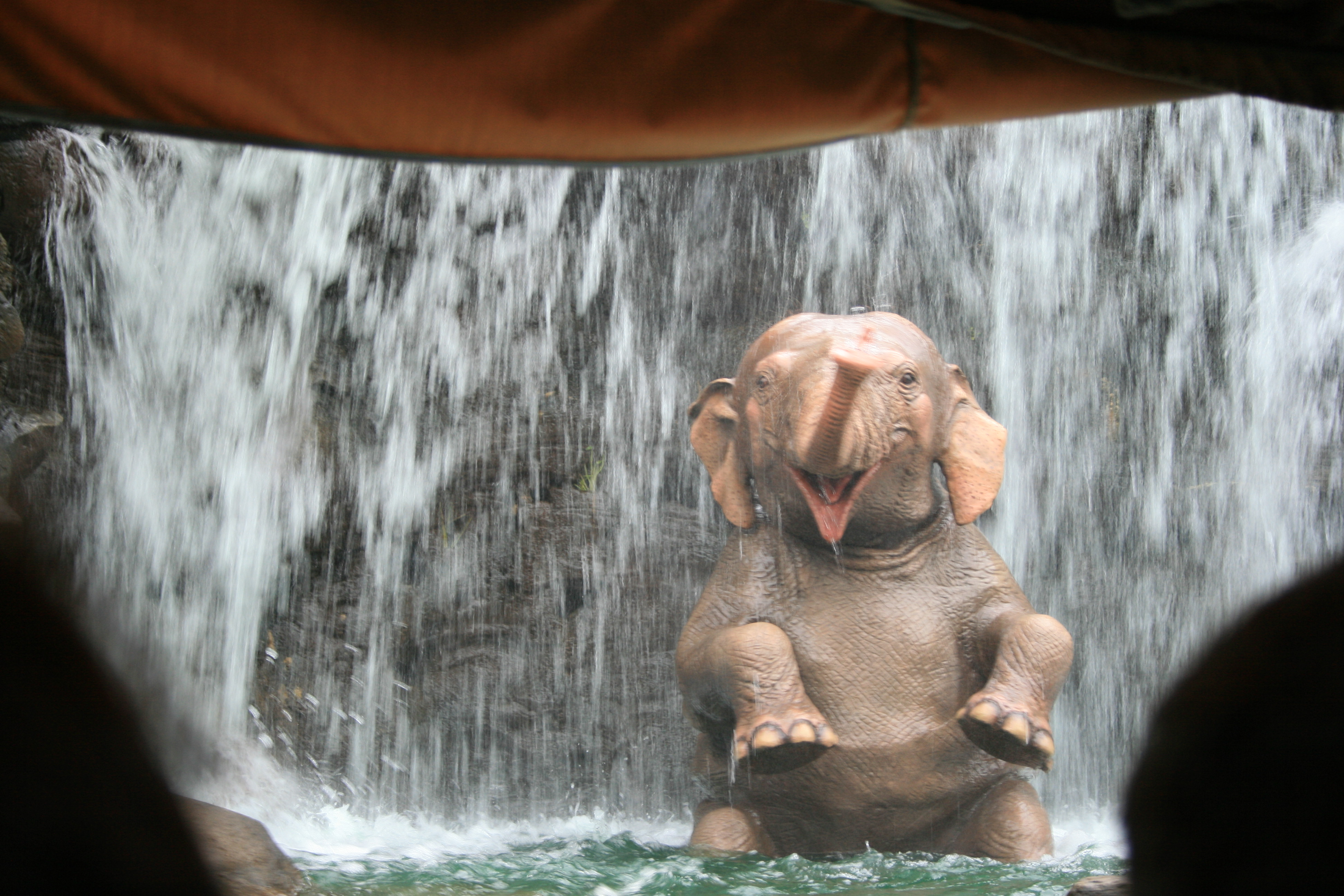
Badende olifant in Hong Kong Disneyland.
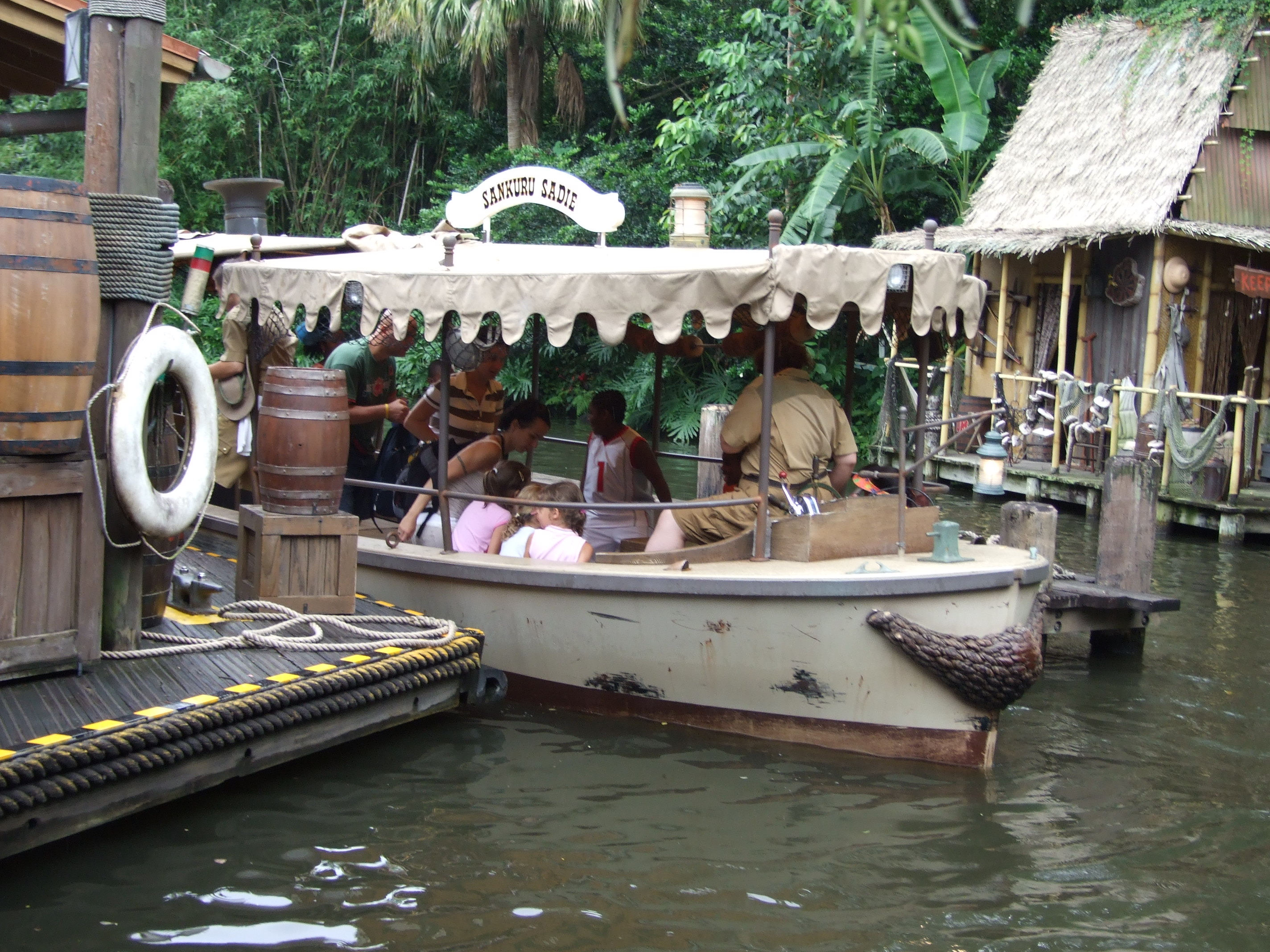
Een van de boten in het Magic Kingdom
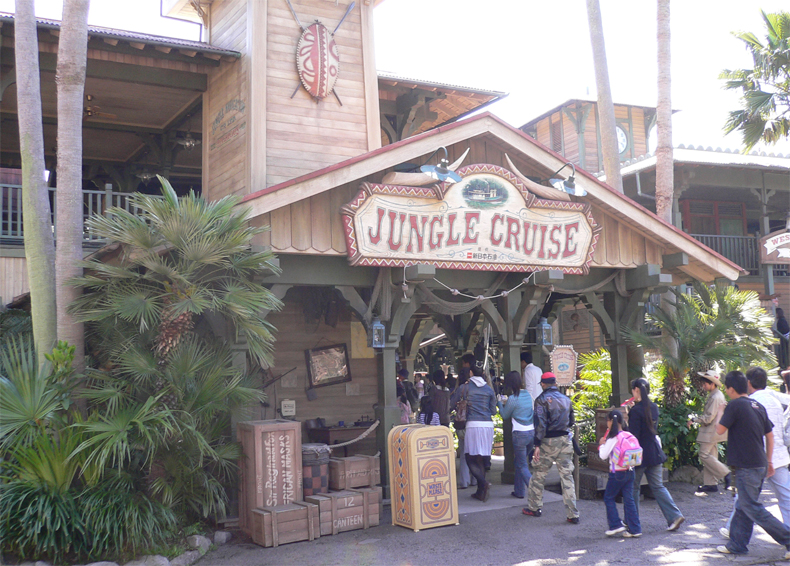
Entree in Tokyo Disneyland.

Disneyland Resort · Lijst van attracties in Disneyland Park · Sleeping Beauty Castle · afbeeldingen
Walt Disney World Resort · Cinderella Castle · Lijst van attracties in Magic Kingdom · Afbeeldingen
Tokyo Disney Resort · Lijst van attracties in Tokyo Disneyland · Cinderella Castle · afbeeldingen
Hong Kong Disneyland Resort · Lijst van attracties in Hong Kong Disneyland · Sleeping Beauty Castle · afbeeldingen